# Ingeburg Schwerzmann
Ingeburg Schwerzmann (* 2. Juni 1967 in Münster, Westfalen als Ingeburg Althoff) ist eine ehemalige deutsche Ruderin, die 1992 eine olympische Silbermedaille gewann.
Ingeburg Althoff ruderte für den Ruderclub Hansa von 1898 in Dortmund. 1984 belegte sie mit dem Achter den dritten Platz bei den Junioren-Weltmeisterschaften. 1987 gewann sie ihren ersten deutschen Meistertitel im Vierer mit Steuerfrau. Bei den Ruder-Weltmeisterschaften 1987 saßen die Ruderinnen aus dem Vierer im deutschen Achter, der den fünften Platz belegte. 1988 siegte sie bei den Deutschen Meisterschaften zusammen mit Elke Markwort im Zweier ohne Steuerfrau, bei den Olympischen Spielen 1988 erreichte Ingeburg Althoff mit dem deutschen Achter den siebten Platz.
Ab 1989 bildete sie zusammen mit Stefani Werremeier einen Zweier ohne Steuerfrau und verteidigte ihren Deutschen Meistertitel in dieser Bootsklasse. Bei den Weltmeisterschaften 1989 belegten die beiden den dritten Platz, es siegten Kathrin Haacker und Judith Zeidler aus der DDR. 1990 verteidigten Althoff und Werremeier ihren Meistertitel. Bei den Weltmeisterschaften in Tasmanien traten zum letzten Mal zwei deutsche Mannschaften an, Althoff und Werremeier gewannen in ihrer Bootsklasse den Weltmeistertitel. Seit 1974 erstmals Weltmeisterschaften im Frauenrudern ausgetragen worden waren, war die DDR die führende Rudernation gewesen. Ruderinnen aus der Bundesrepublik Deutschland hatten bis dahin nur in den nichtolympischen Leichtgewichtsklassen Weltmeistertitel gewonnen, Werremeier und Althoff waren die ersten Ruderinnen aus der Bundesrepublik, die in einer Olympischen Bootsklasse Weltmeisterinnen wurden.
1991 gewannen die beiden Ruderinnen erneut bei den Deutschen Meisterschaften. Bei den Weltmeisterschaften in Wien unterlagen die beiden den Kanadierinnen Marnie McBean und Kathleen Heddle und erhielten nach Bronze 1989 und Gold 1990 nun die Silbermedaille. Ende 1991 heiratete Ingeburg Althoff den Schweizer Ruderer Beat Schwerzmann und trat 1992 als Ingeburg Schwerzmann an. Nach dem Gewinn des fünften Deutschen Meistertitels in Folge trafen die beiden bei den Olympischen Spielen 1992 bereits im Vorlauf auf die Kanadierinnen, die das Rennen auch gewannen. Im Finale waren die Kanadierinnen ebenfalls nicht zu schlagen, Werremeier und Schwerzmann konnten knapp die Silbermedaille vor dem Boot aus den Vereinigten Staaten erkämpfen. Die Karriere des erfolgreichen Zweiers endete damit.
Für ihre sportlichen Erfolge erhielt sie am 23. Juni 1993 das Silberne Lorbeerblatt.
Nach den Olympischen Spielen 1992 zog sie zu ihrem Mann in die Schweiz. 1994 ruderte sie bei den Weltmeisterschaften in Indianapolis im Doppelzweier für die Schweiz. Mit ihrer Partnerin Carolina Lüthi gewann sie das B-Finale und belegte damit Rang 7.
Ingeburg Schwerzmann hat eine 1995 geborene Tochter und einen 1998 geborenen Sohn.